# Bătălia de la Clontarf

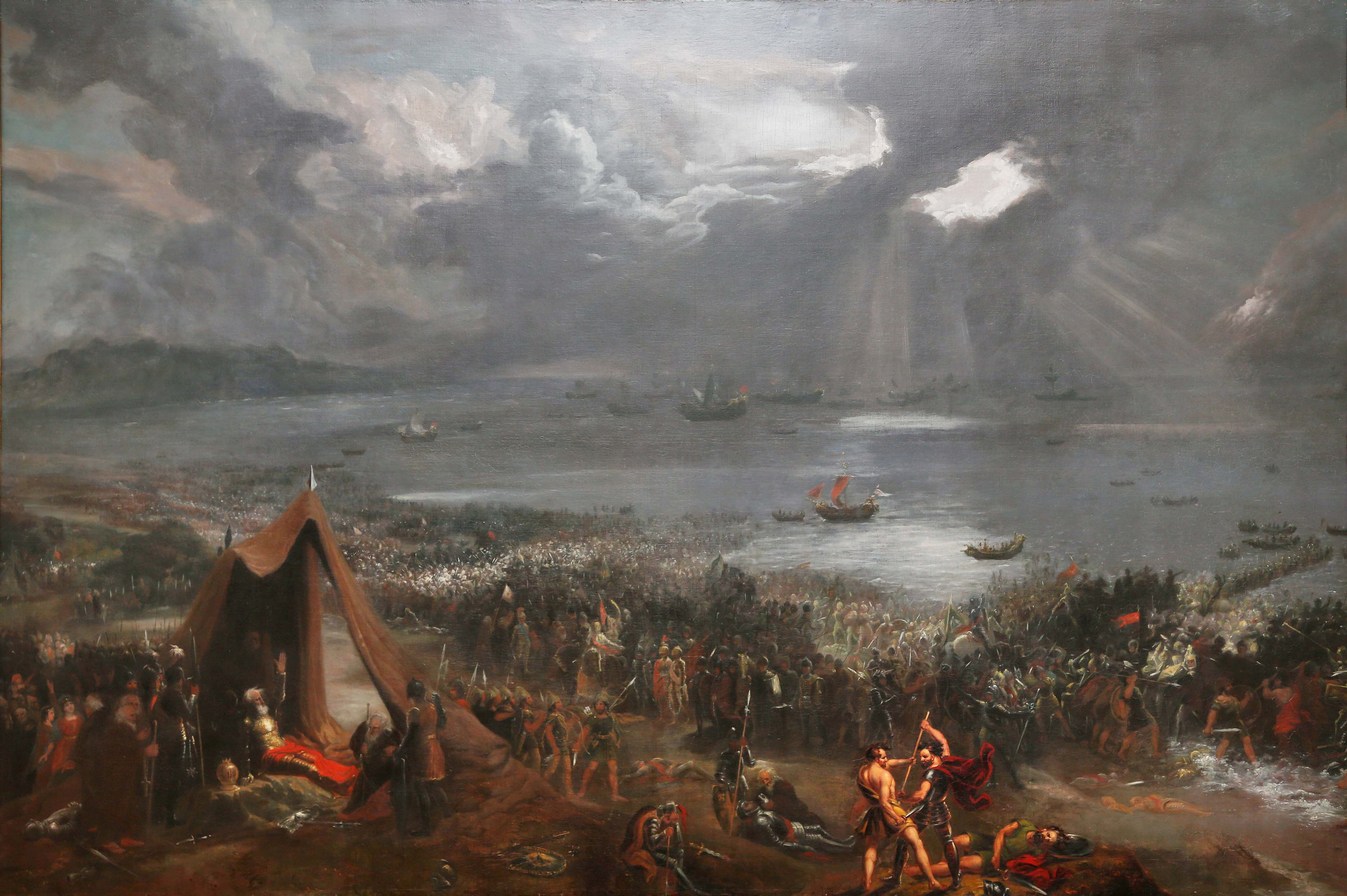
Bătălia de la Clontarf - Pictură de Hugh Frazer din 1826

Bătălia de la Clontarf, Dublin (irlandeză: Cath Chluain Tarbh) a avut loc la 23 aprilie 1014 între forțele conduse de Brian Boru (rege al Irlandei, 1002-1014) și cele ale regelui de Leinster, Máel Mórda mac Murchada. Regele irlandez Brian Boru este ucis în lupta împotriva vikingilor, însă prin rezultatul bătăliei dominația acestora în Irlanda ia sfîrșit.
În epocă se spunea că în această bătălie au apărut armatele zburătoare ale zânelor.